# 메콩강
메콩강(Mekong)은 세계에서 12번째로 긴 강이며, 10번째로 유수량이 많은 강이다. 길이는 약 4,020 km이고, 유역 면적은 795,000 km2이다. 중국 칭하이성에서 발원하여 윈난성과 미얀마, 태국, 라오스, 캄보디아, 베트남을 거쳐 남중국해로 흐른다. 중국과 미얀마를 제외하고는 메콩강 위원회에 참여하고 있다. 계절에 따른 유량의 변화가 심하고, 급류와 폭포가 많아 항해에 어려움이 많다.

## 흐름

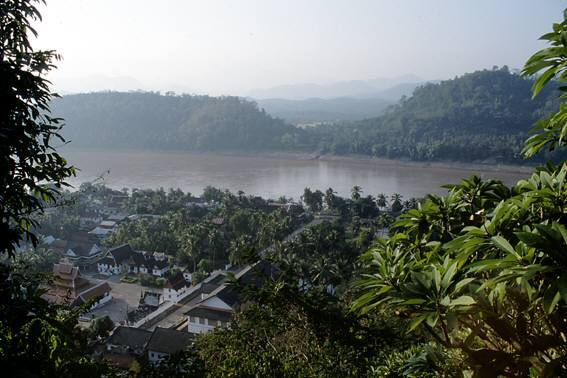
라오스의 일부를 관통하는 메콩강 유역

메콩강의 수원지는 사실 불확실하다. 메콩강의 엄청난 크기만큼이나 지류의 범위와 길이를 한정하는 것이 지리학자들에게도 골칫거리이기 때문이다. 중국 과학탐험협회의 자료에서는 그 기원을 해발 5224 m인 라사공마 고원인 것으로 보고 있으며 이 지역은 북서쪽의 칭하이성 인근의 산악 지대에 기원한다고 한다.
메콩강의 수역 중 절반 정도는 중국에 있으며 티베트에서는 그 상부 지류를 자 추(扎曲)라고 부르기도 한다.
중국을 지나 유역은 미얀마와 라오스를 200 km정도 흘러간다. 마지막에는 롹강이라고 하는 지류와 만나면서 거대한 메콩강 삼각주 지대를 형성한다. 이 지점으로부터 메콩강의 상부와 하부가 나뉜다고 할 수 있다.
이 지대를 지나면 메콩강이 라오스와 태국의 국경선 분할 역할을 하고 이제 라오스 쪽으로 흘러간다. 라오스 영토 내의 지류는 주위에 고도가 높은 산들이 많아서 침식 하천의 특성을 보여준다. 수심이 깊으면서도 유속이 빠르지만 건기에는 일부 구간에 최저 1 m 정도밖에 안 될 경우도 있다고 한다. 이 지역에서 라오스의 메콩강 토착종인 메콩 대메기가 잡힌다. 한때 왕실에 헌납되면서 잡히기도 했지만 지금은 거의 멸종 상태다.

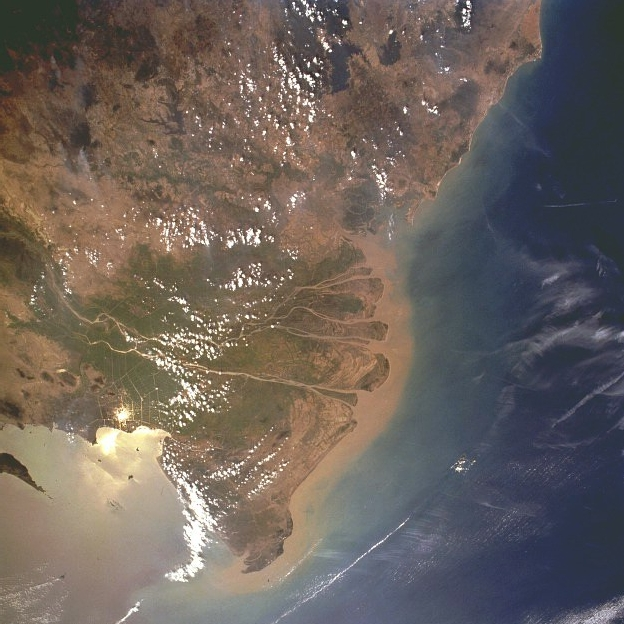
메콩강 삼각주의 모습(1996년도의 사진)

캄보디아에서는 수도인 프놈펜인근에까지 메콩강이 흘러가며 모든 시민들이 생계를 잇는 젖줄로서 주역할을 하고 있다. 프놈펜 지역을 거쳐 내려간 메콩강은 바싹강을 만나며 베트남과 만나 메콩강 삼각주를 형성한다. 베트남어에서는 메콩강을 Mê Kông이라고 전체 지칭하지만 자국을 지나는 구간에 한해서는 Sông Cửu Long이라고 부르며 9개의 용이 머무는 강이라는 뜻을 지닌다.
메콩강의 영향력은 강과 그 지류에 의존하는 9,000만 명의 세계인들로부터 발휘된다고 할 수 있다. 전체 영역은 《메콩강 대생활권》이라고 불릴 정도이며 중국의 광시 성과 티베트로부터 미얀마, 라오스, 태국, 캄보디아, 베트남에 걸친 메콩강의 영향력이 이 생활권에 포함된다. 동남아시아 지역인 대부분의 국가들은 중국도 마찬가지지만 쌀에 의존하며 쌀의 종류도 천차만별인 것으로 알려져 있다.

## 역사
메콩강을 탐사한다는 것은 예부터 기적에 가까울 정도였다. 이는 그만큼 메콩강의 지류가 뒤얽혀 있고 방대하다는 것을 의미했다. 《반치앙 청동기 문명》은 철기 시대의 생활모습을 보여주는 대표적인 예라고 할 수 있다. 기록된 문서에서의 최고(最古) 문명은 1세기에 메콩강 삼각주에서 머물었던 크메르인이었던 것으로 추정된다. 크메르 인의 왕국은 대대손손 번성했으며 지금의 앙코르 와트는 그들의 후대 유산이라고 할 수 있다.
메콩강 인근에 최초로 접근했던 유럽인으로는 포르투갈 출신의 안토니오 드 파리아가 있으며 그는 1540년에 인근에 머물며 지도를 만들었다. 1563년에 제작된 지도는 상부의 지류를 볼 수는 없지만 강의 모습을 표현한 지도로 손꼽힌다. 유럽의 관심은 이때부터 증폭되어 스페인과 포르투갈에서 선교사와 탐험대를 파견하고 1641년 즈음에는 네덜란드에서도 탐험대를 보내 메콩강에서 라오스까지 잇는 곳을 탐험한다.
프랑스는 메콩강에 대해 19세기 중반부터 지대한 관심을 보이기 시작하여 베트남의 사이공을 1861년 손에 넣은 뒤부터 캄보디아를 점령하기까지 계속된 탐험 행적을 이어갔다. 최초의 체계화된 탐험대는 1866년~1868년까지 이루어졌으며 프랑스 해군이었던 에르네스트 두다 드 라그리(Ernest Doudard de Lagrée)와 프란시스 가르니에가 주도했다. 그들이 밝힌 탐험 결과는 메콩강 내에 수없이 많은 폭포와 급류가 존재하여 결코 항해에는 유용하지 못하리라는 점이었다.
1893년부터 프랑스는 라오스에까지 영향력을 확대하면서 프랑스령 인도차이나를 설립하고 메콩강 유역에 대한 영향력을 지속적으로 확대하기 시작한다. 이 영향력은 인도차이나 전쟁과 베트남 전쟁을 거치면서 없어졌고 베트남 전쟁을 끝으로 서방 세계의 압력은 거의 끝났다.

## 갤러리

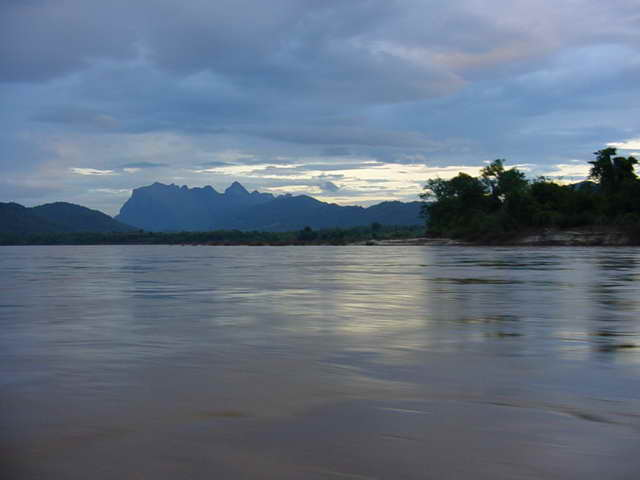
라오스에서
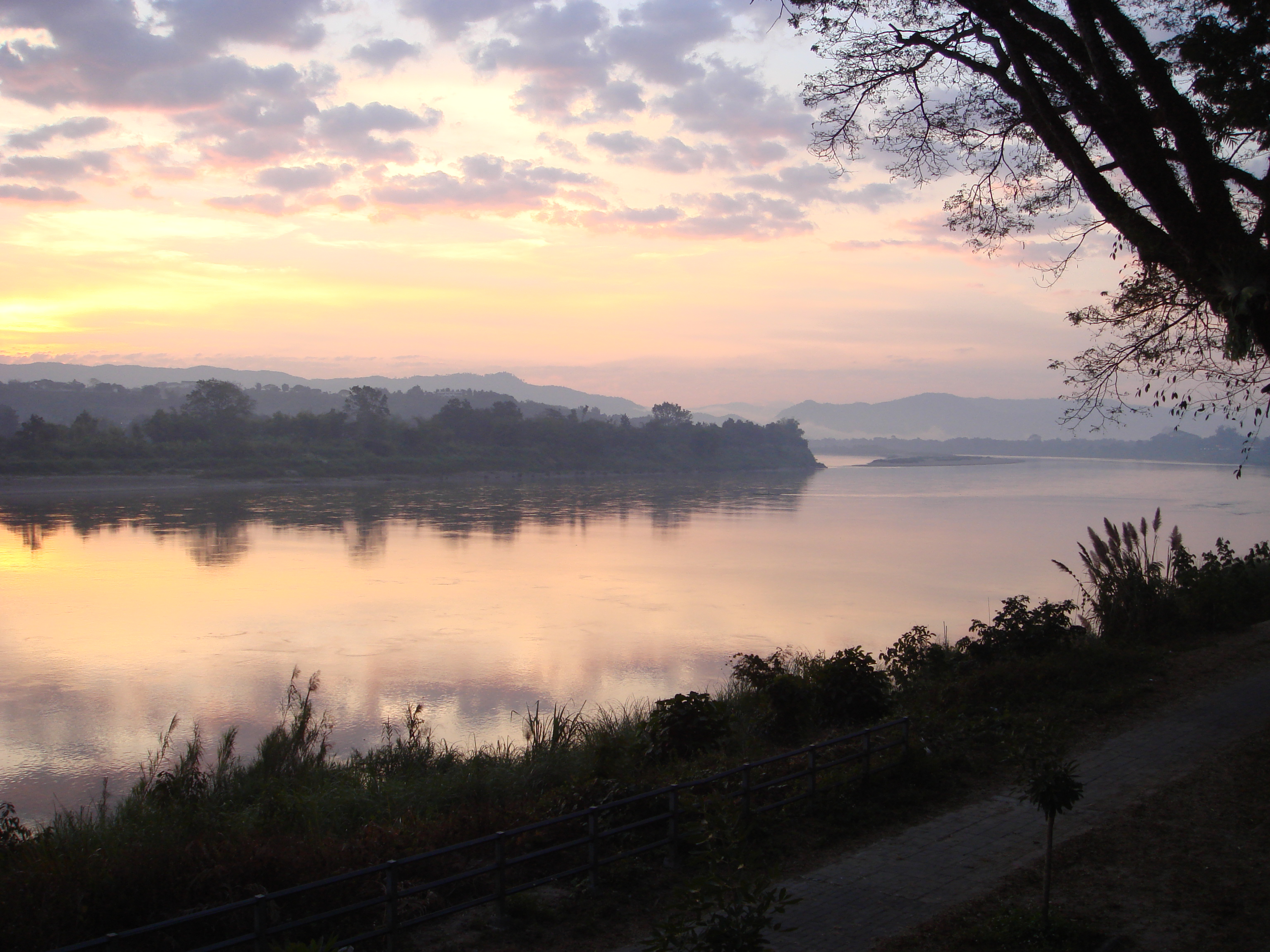
메콩강의 새벽
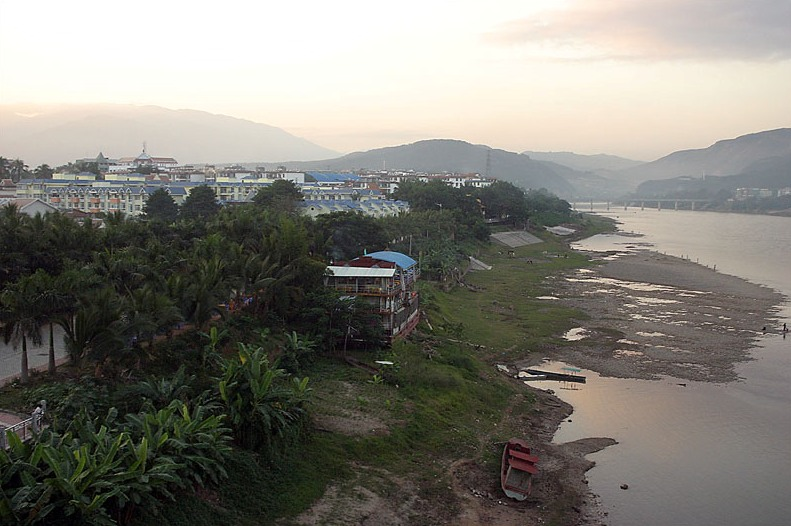
중국, 윈난성 시솽반나 타이족 자치주 징훙 시 부근
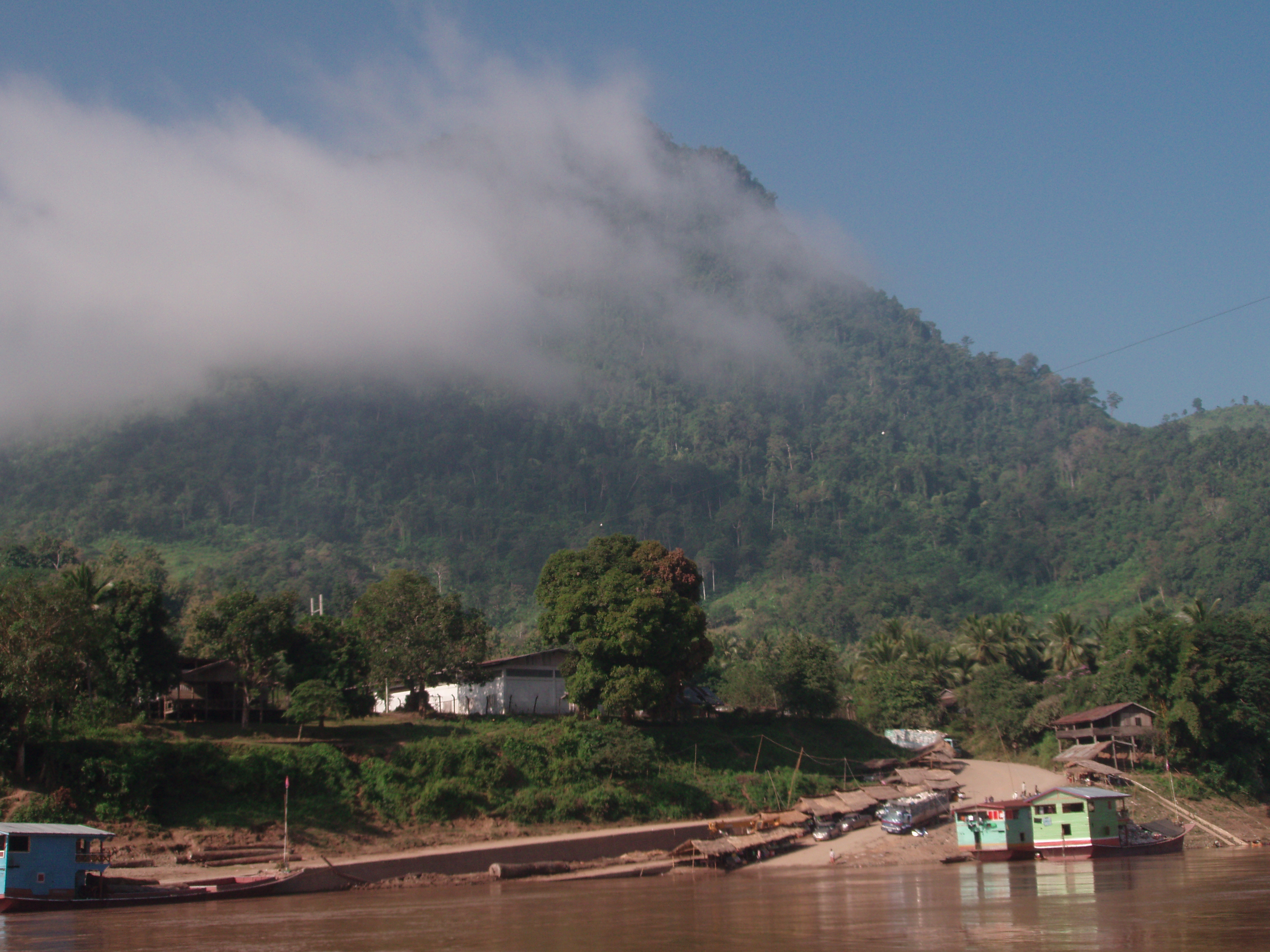
라오스, 사이나부리의 선착장
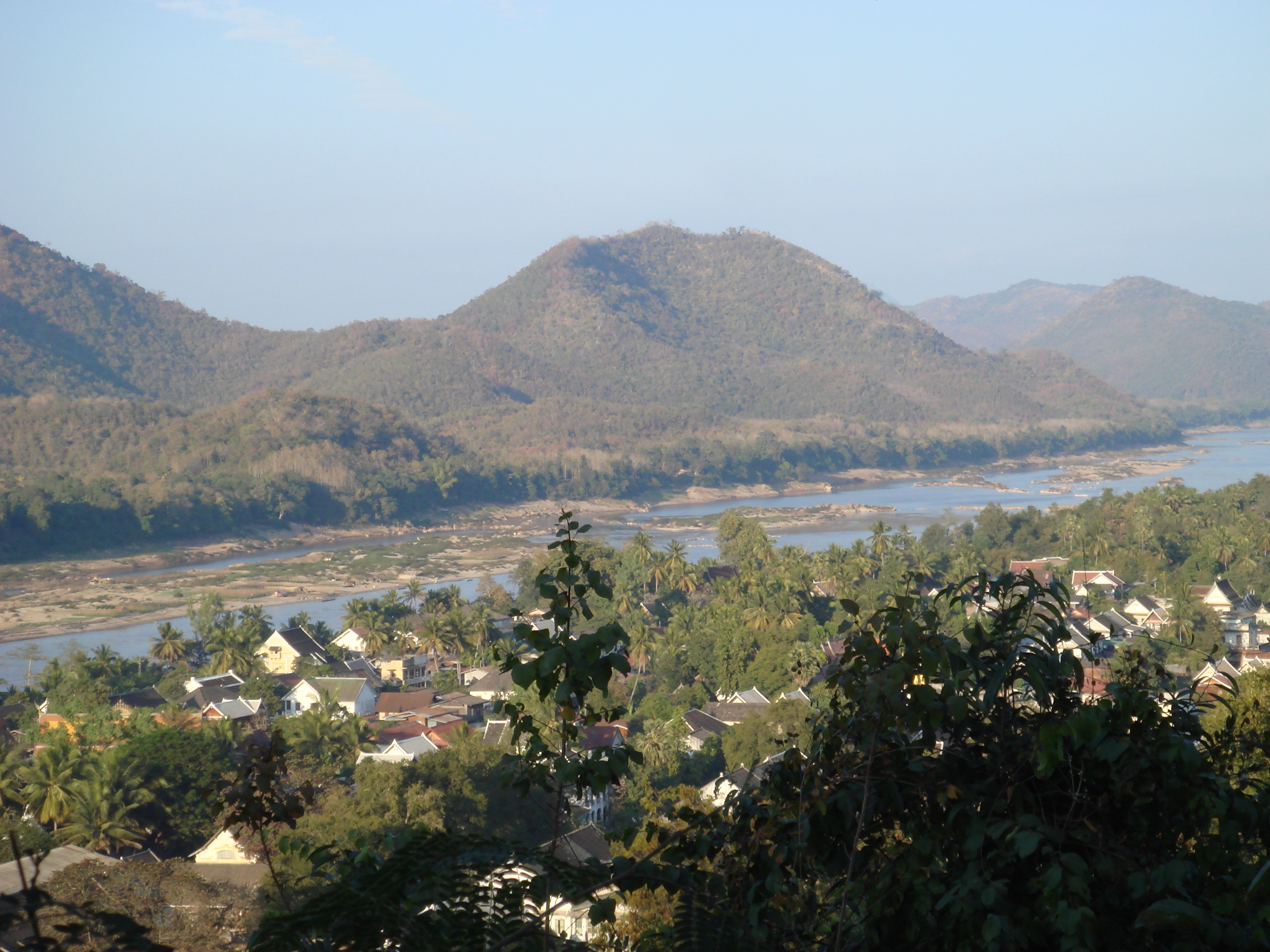
루앙프라방의 거리 부근 풍경
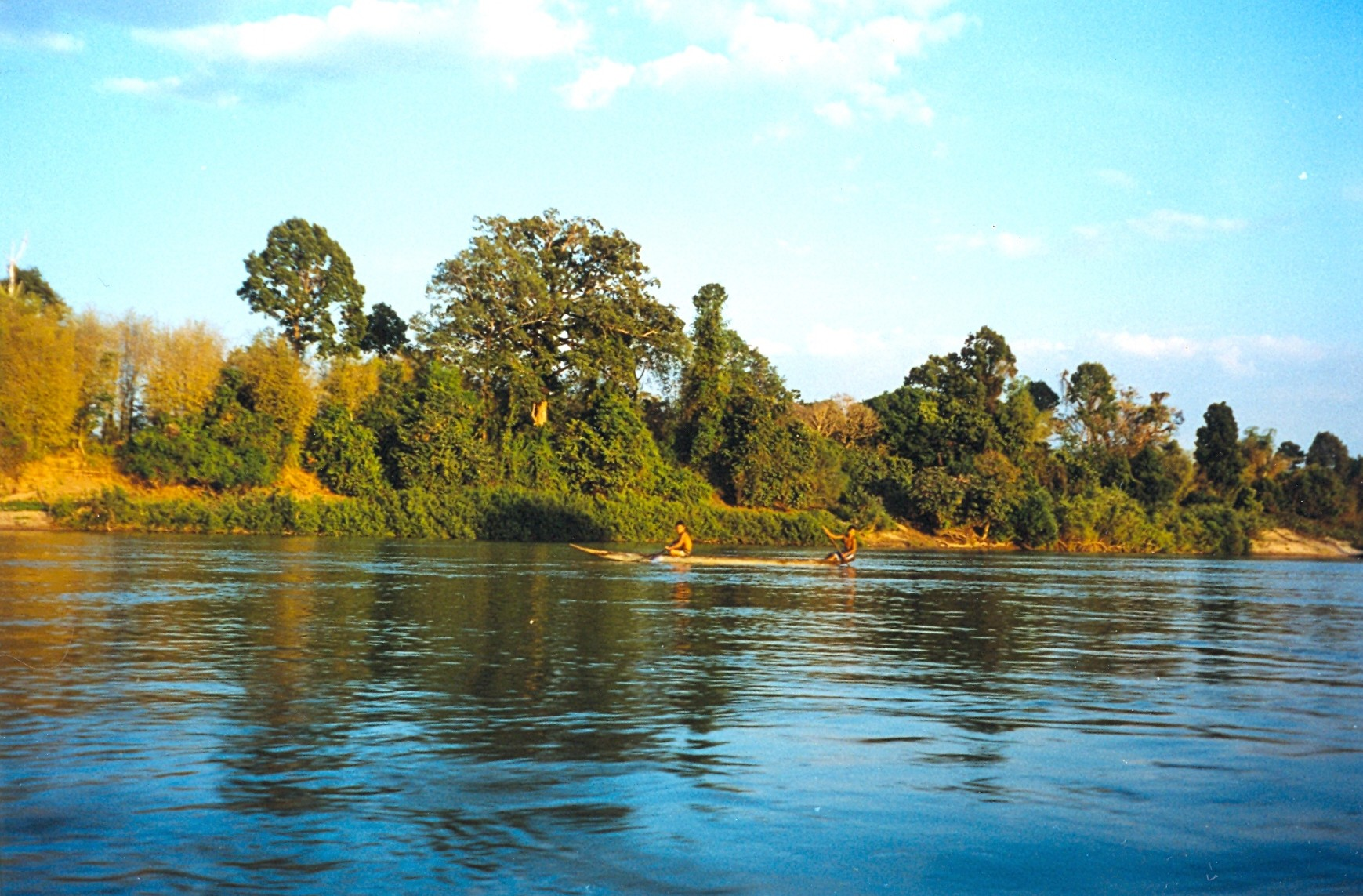
라오스 남부
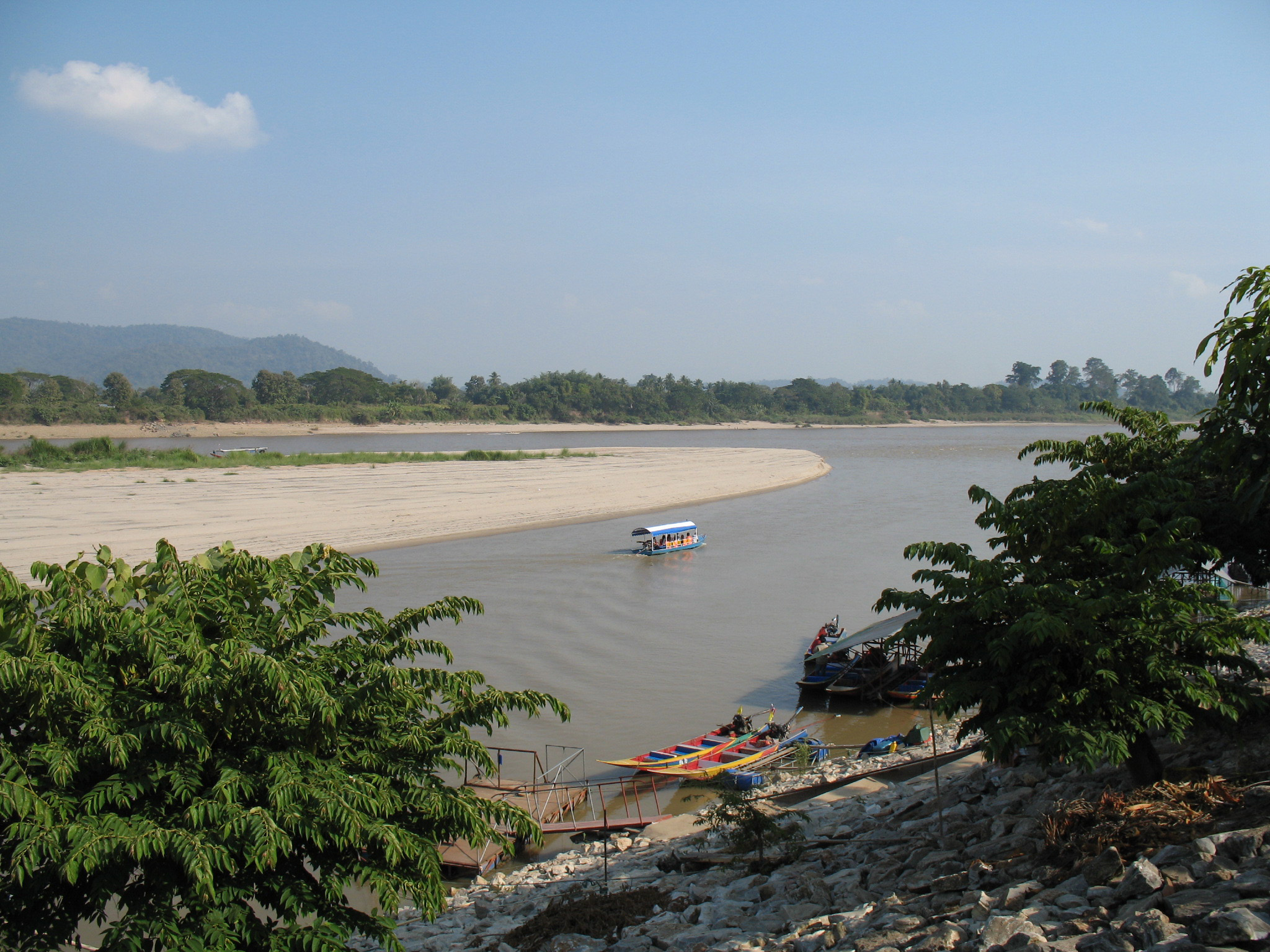
황금의 삼각지대로 알려진 찌엔센
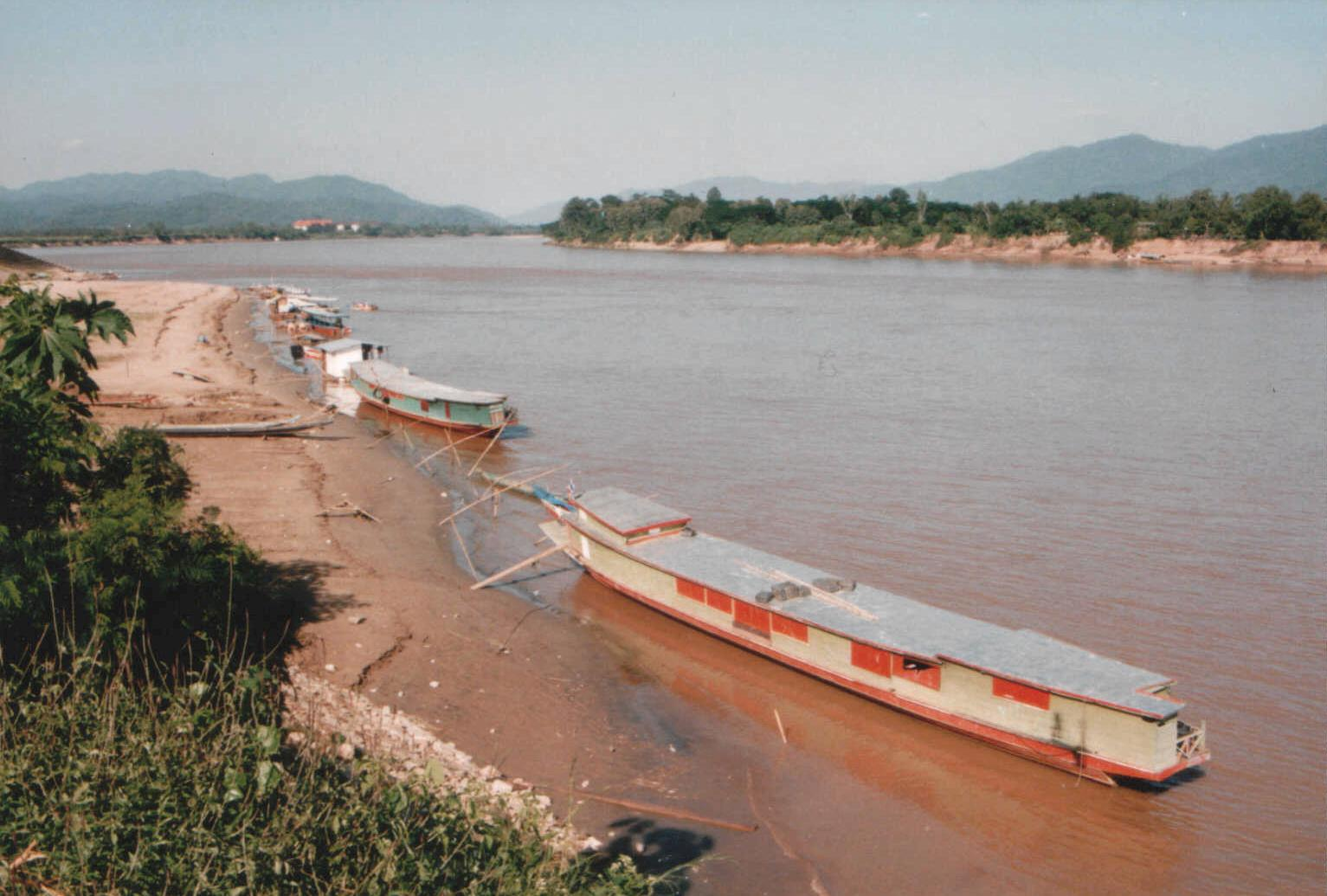
태국 국경 근처
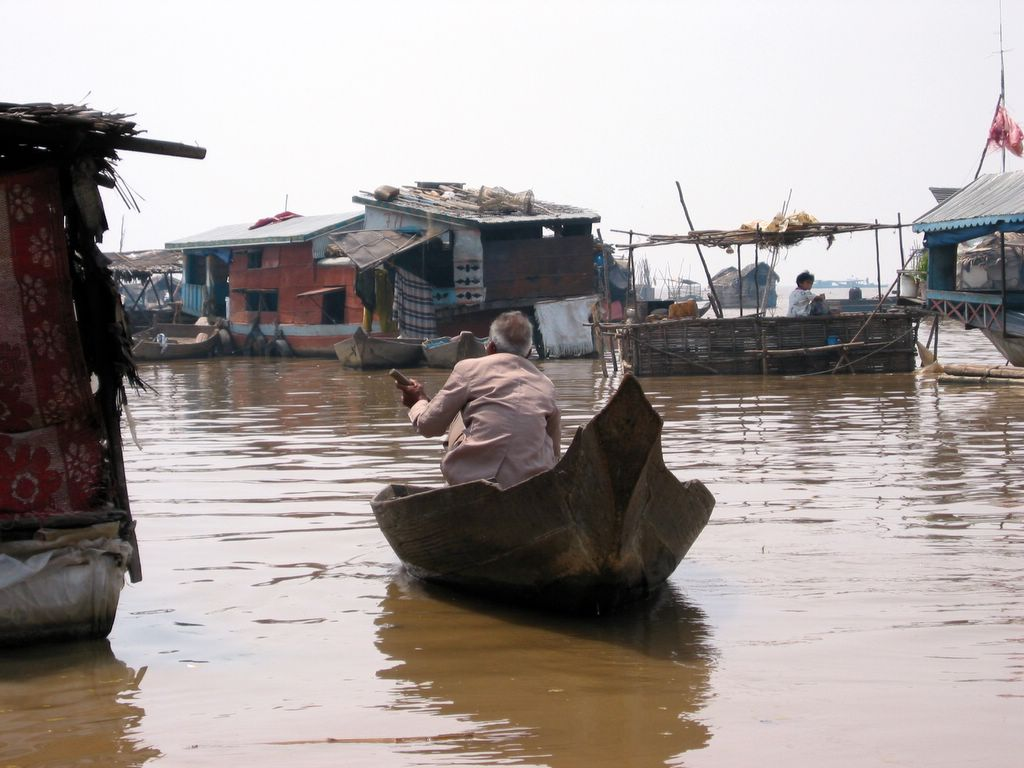
똔레삽 호수의 보트타는 노인
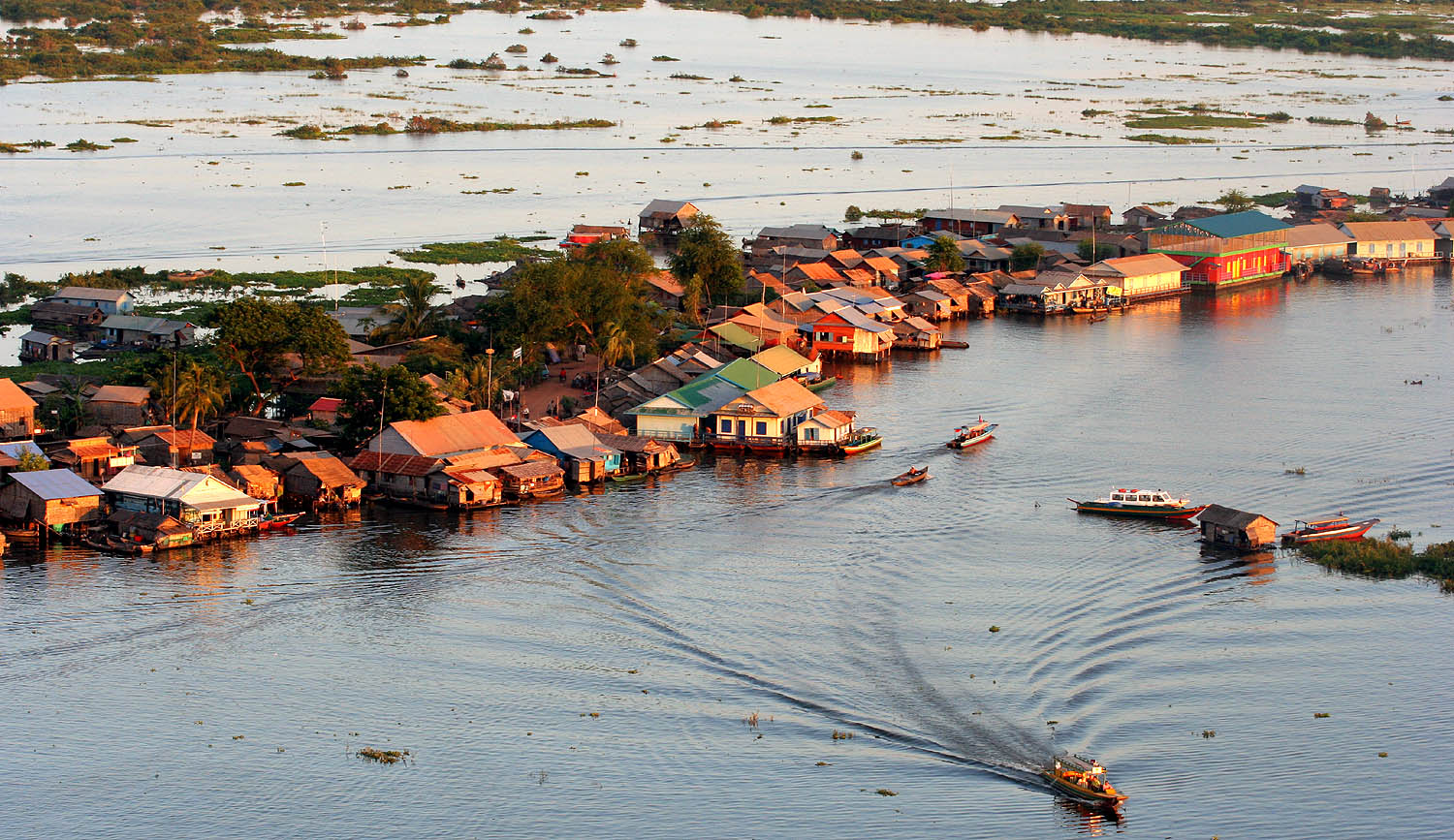
똔레삽 호수의 수상마을
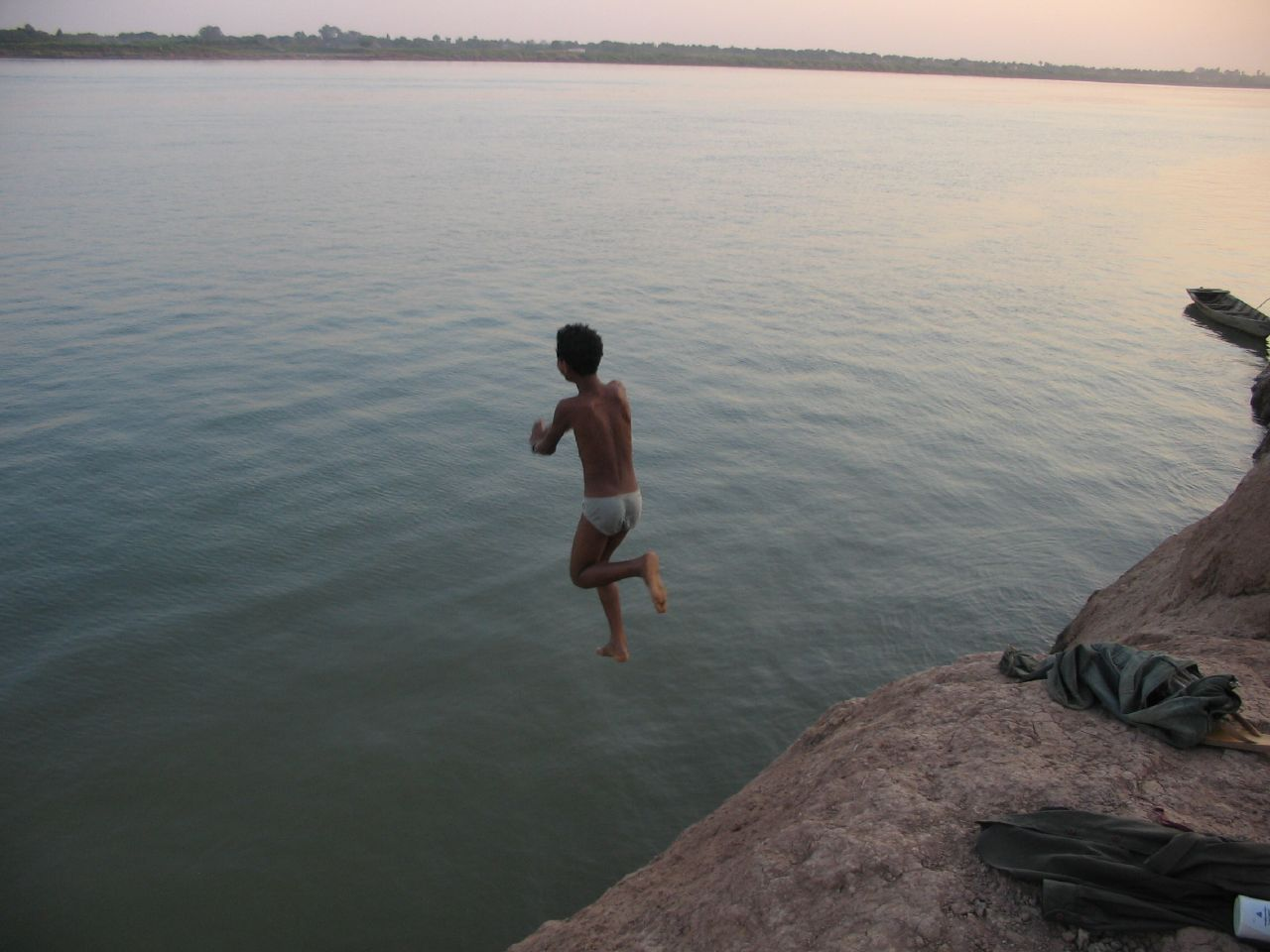
메콩강에 뛰어들고 있는 캄보디아 소년
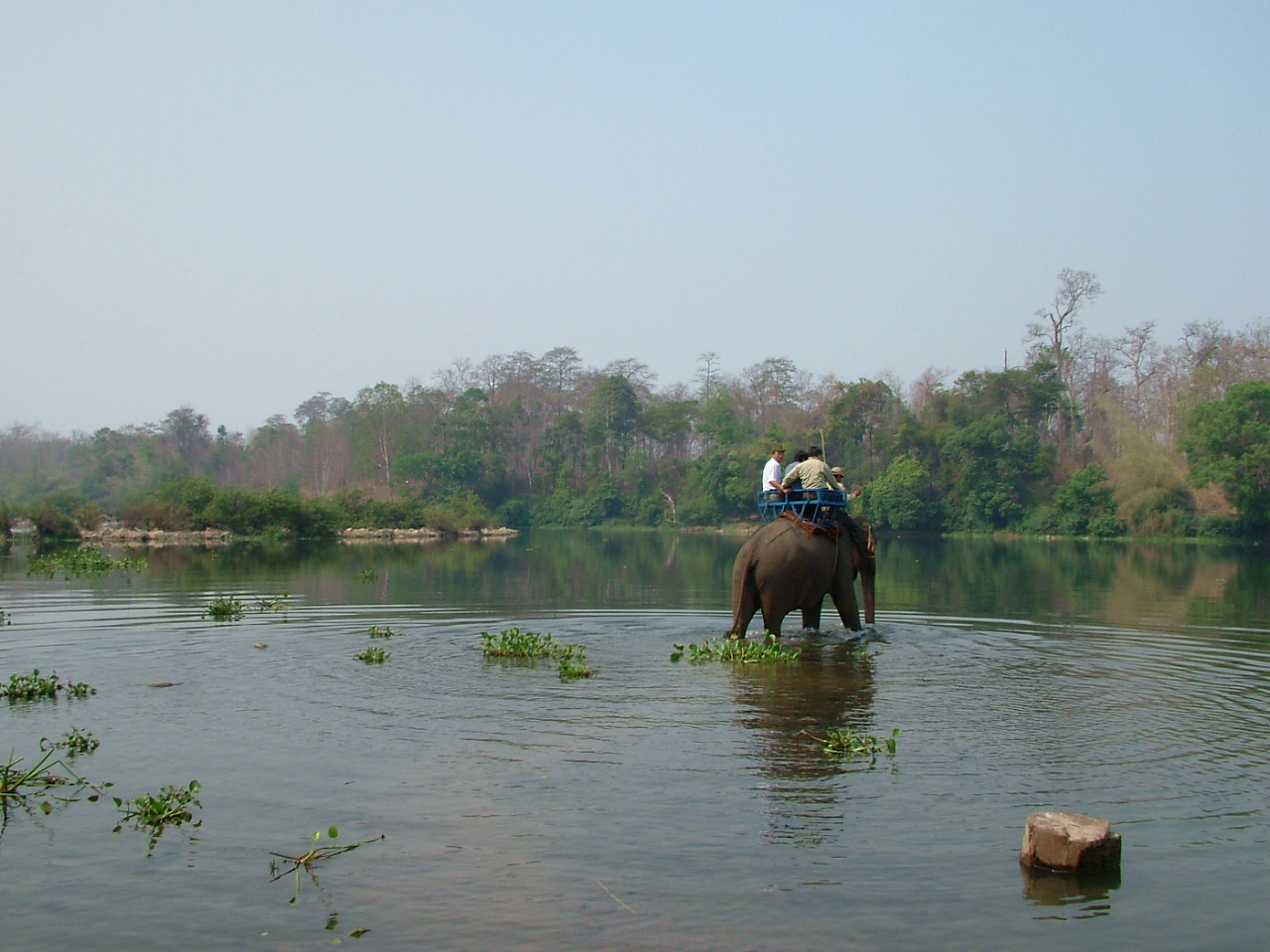
베트남 닥락 성 부근
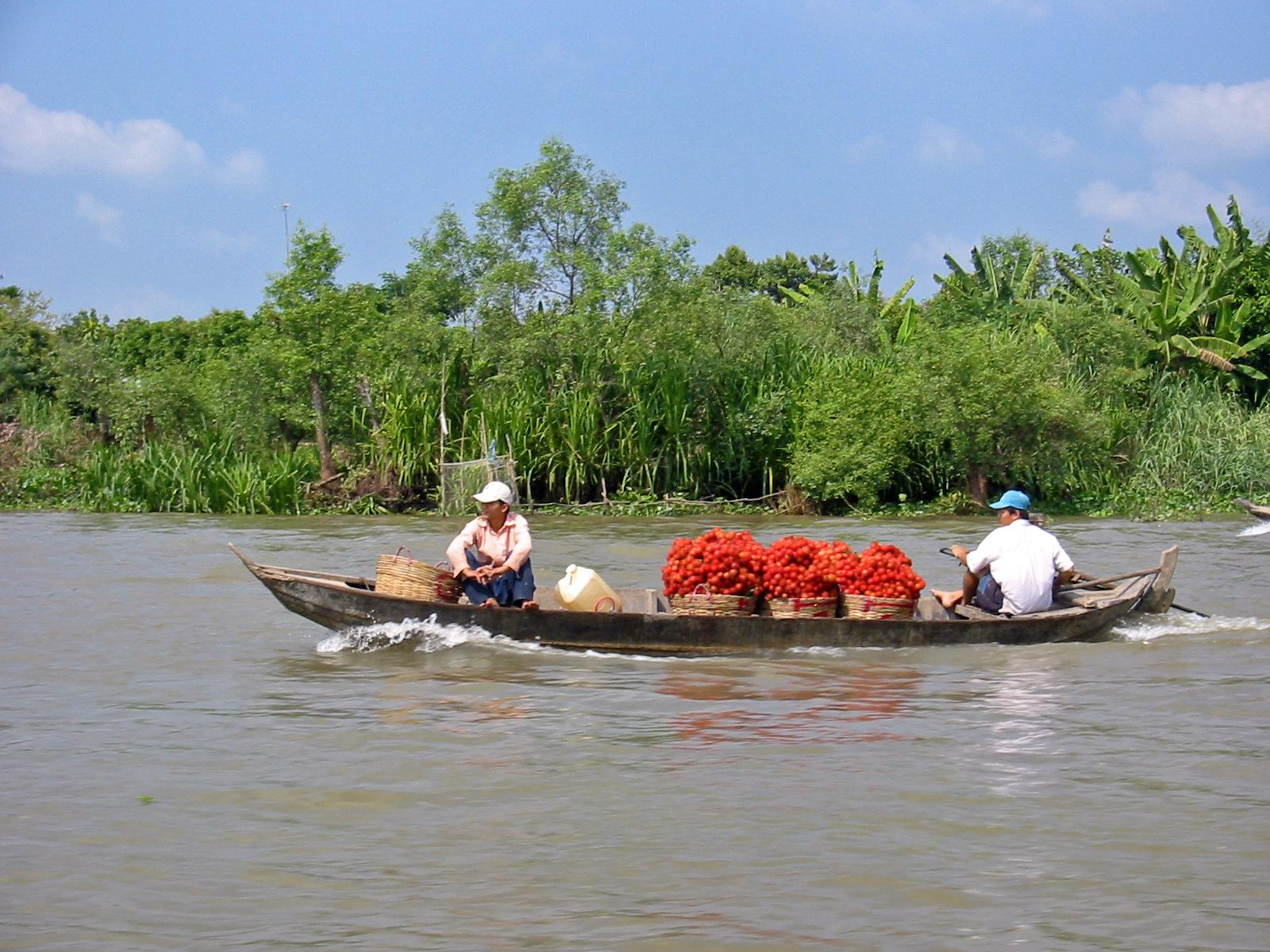
메콩강 삼각주에서 람부탄을 싣고가는 배
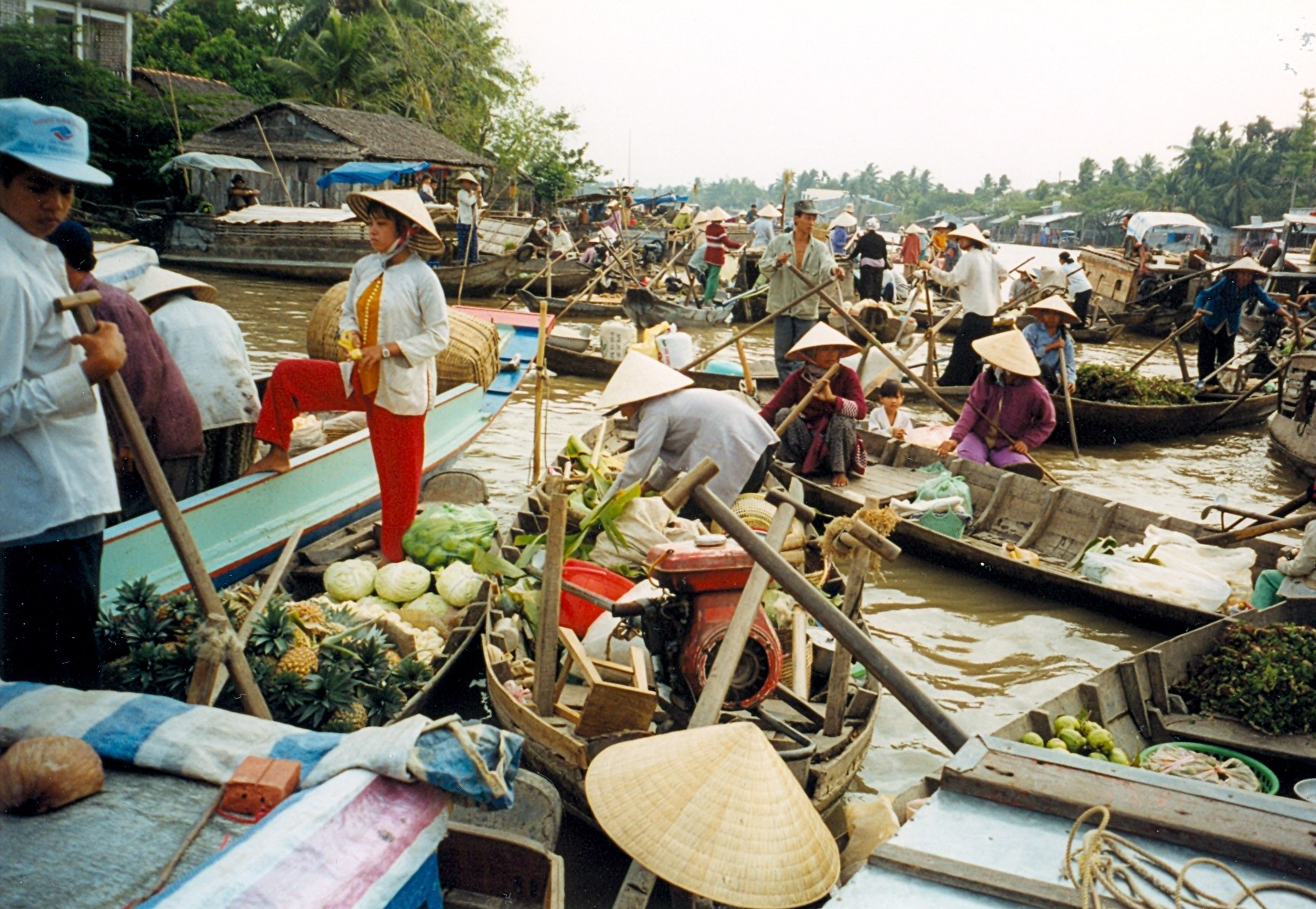
베트남, 껀터의 수상시장
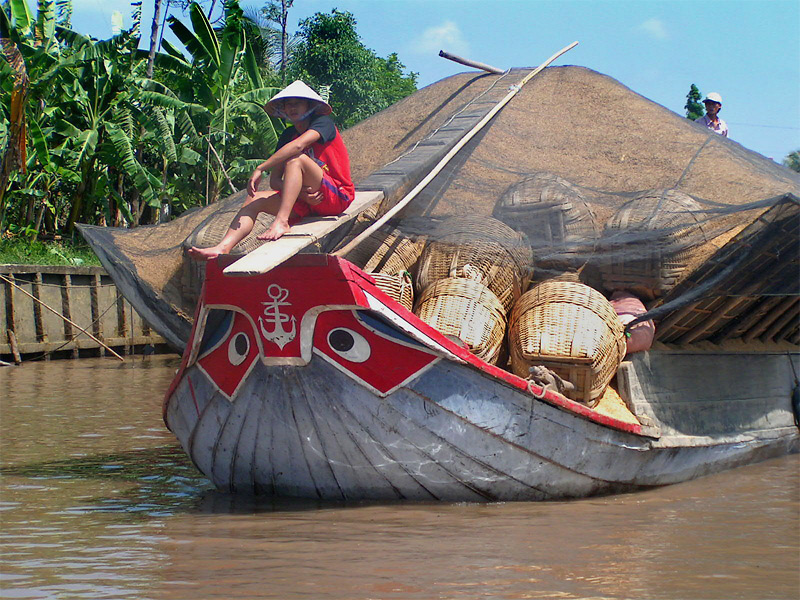
메콩강 수운에서 쌀을 운반하는 배, 베트남 빈롱 성
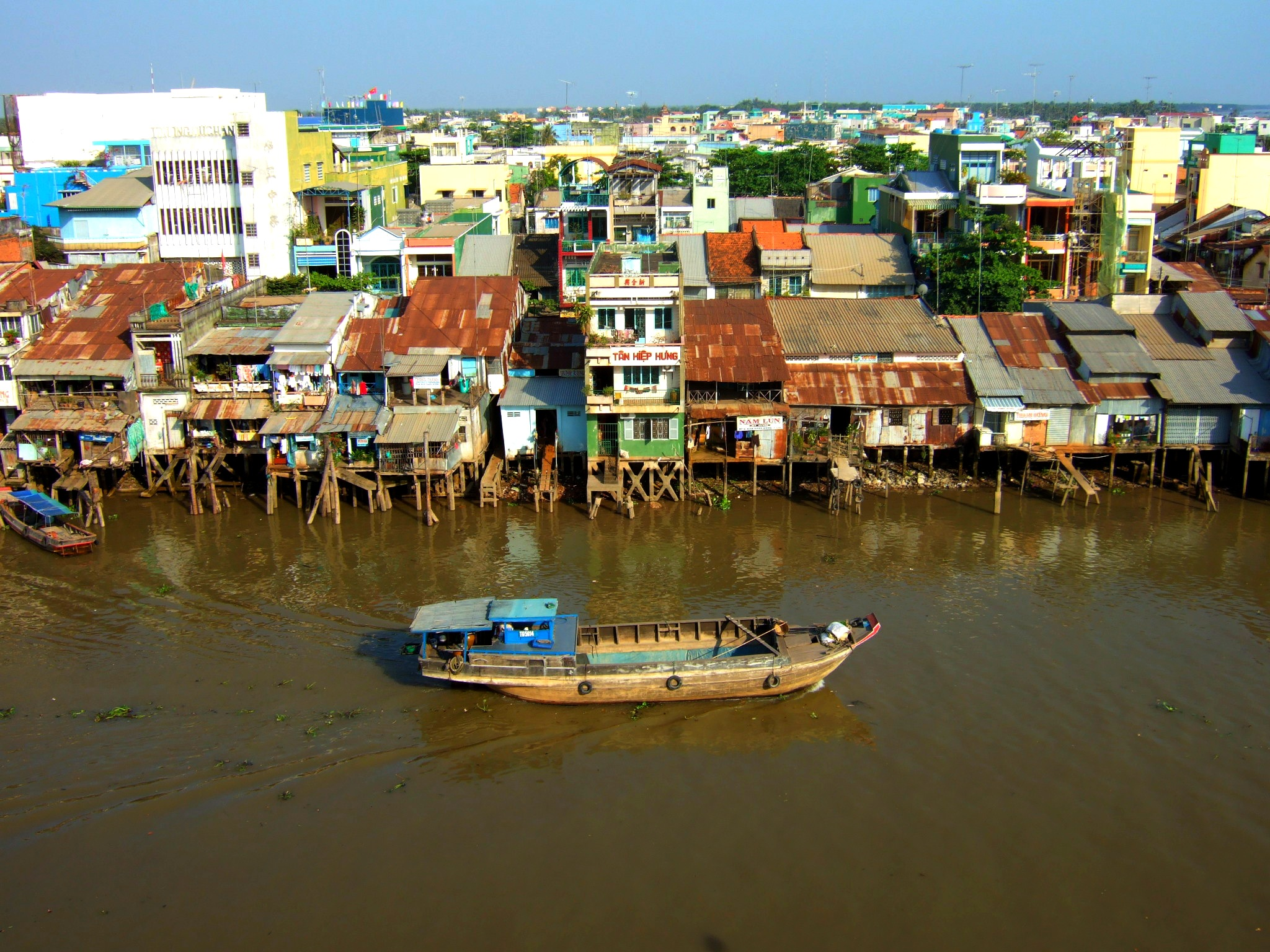
메콩 델타 지역, 미토

## 같이 보기
- 메콩강유역개발사업(en:Greater Mekong Subregion, GMS)